# Enrico Crispolti
Enrico Crispolti (Roma, 18 aprile 1933 – Roma, 8 dicembre 2018) è stato uno storico dell'arte e critico d'arte italiano.

## Didattica
Si formò a Roma, allievo di Lionello Venturi. 
Dal 1984 al 2005 fu professore ordinario di Storia dell'arte contemporanea nella Facoltà di Lettere e Filosofia dell'Università di Siena; dal 2001 anche direttore della Scuola di Specializzazione in Storia dell'arte nella suddetta. Precedentemente era stato docente Incaricato e poi ordinario di Storia dell'arte all'Accademia di Belle Arti di Roma, dal 1966 al 1973, e ordinario di Storia dell'arte Moderna nella Facoltà di Magistero e poi di Storia dell'arte contemporanea nella Facoltà di Lettere e Filosofia dell'Università di Salerno, dal 1973 al 1984.
Nel 1962-63 tenne un corso sull'arte contemporanea nella Facoltà di Architettura dell'Università di Roma La Sapienza, e per alcuni anni, fra fine Settanta e primi Ottanta, lezioni e corsi nella Scuola di Perfezionamento in Storia dell'arte dell'Università Statale di Milano.

## Mostre
Curò numerosissime mostre e rassegne dedicate alla ricerca artistica contemporanea: dalle diverse edizioni delle internazionali Alternative Attuali, nel Castello Spagnolo dell'Aquila (1962, 1963, 1965, 1968, le prime due, con Antonio Bandera, comprendenti anche sezioni di architettura, a cura di Sandro Benedetti e Paolo Portoghesi, e un Omaggio a Quaroni), a Sei pittori italiani dagli anni quaranta ad oggi. Alberto Burri, Corrado Cagli, Lucio Fontana, Renato Guttuso, Mattia Moreni, Ennio Morlotti, nella Galleria Comunale d'Arte Contemporanea di Arezzo (1967; con Antonio Del Guercio), a Volterra), ad alcune edizioni della Biennale del metallo e della Biennale della ceramica, a Gubbio (1973, 1974, 1975), e al loro rinnovamento (Gubbio 76, 1976; Gubbio 79, 1979), agli Incontri di Martina Franca (1979, 1980, 1981), a Una nuovissima generazione nell'arte italiana (Siena 1985), a Hans Arp, Aliventi, Viani. L'immaginario organico, al Forte del Belvedere, a Firenze (1992), a Salvatore Garau in "Que bien resistes" nella Galleria Comunale d'Arte Contemporanea di Arezzo (1994), alla Quinta e Sesta Biennale d'Arte Sacra, a San Gabriele (1992, 1994), ad "Arte e Stato". Le esposizioni sindacali nelle Tre Venezie, nel Museo Revoltella, a Trieste e nel Palazzo delle Albere, a Trento (1997; con Maria Masau Dan e Daniela de Angelis), alla IX Biennale internazionale di scultura Città di Carrara. Scultura, Architettura, Città / sculpture, architecture, city, a Carrara (1998, con Luca Massimo Barbero, a Immaginazione aurea. Artisti-orafi e orafi-artisti in Italia nel secondo Novecento, (foto 5) nel Lazzaretto, ad Ancona (2001), a V Premio Scipione (Palazzo Ricci, Macerata, 2002), a Movimento Arte Concreta (Museo del Corso, Roma), a L'Arte in Maremma nel primo Novecento, Grosseto (2006; con Anna Mazzanti e Luca Quattrocchi). Le grandi mostre dedicate al Futurismo: dalla prima grande retrospettiva di Giacomo Balla (Galleria Civica d'Arte Moderna, Torino, 1963, con Maria Drudi Gambillo), Ricostruzione futurista dell'universo (Mole Antonelliana, Torino, 1980), La ceramica futurista da Balla a Tullio d'Albisola (foto 7) (Villa Faragiana, Albisola Marina; Broletto, Faenza; Palazzo delle Albere, Trento,), Il Futurismo e la moda (Padiglione d'Arte Contemporanea di Milano, 1988), Casa Balla e il Futurismo a Roma (foto 8) (Villa Medici, Roma, 1989), Italiens Moderne. Futurismus und Rationalismus (Museum Friedericianum, Kassel, e IVAM, Valencia, 1990, con Luciano Caramel), Futurism (Tokyo, Sapporo, Sendas, Otsu, 1992), Futuristickà rekonstrukce vesmìru (Praga 1994), Futurismo e Meridione (Palazzo Reale, Napoli, 1996), I grandi temi del Futurismo, 1909 - 1944 (Palazzo Ducale, Genova; Fondazione Mazzotta, Milano, 1977 – 1998, con Franco Sborgi), Le Futurisme (Fondation Hermitage, Losanna, 1998), Il Futurismo attraverso la Toscana (Museo Fattori, Villa Mimbelli, Livorno, 2000), Futurismo (foto 9) (Palazzo delle Esposizioni, Roma, 2001); Dal Futurismo all'Astrattismo (Museo del Corso, Roma, 2002, con Marco Tonelli).
Curò inoltre numerose antologiche o retrospettive di artisti contemporanei tra le maggiori quelle di: Mauro Reggiani (Galleria Civica d'Arte Moderna, Torino, 1973), di Corrado Cagli (Chiesa del Gesù, Palazzo degli Anziani, Ancona 1980; Castel dell'Ovo, Napoli 1982; Magazzini del sale, Siena 1984), di Fulvio Muzi dal titolo «Fulvio Muzi dal 1932 ad oggi: cinquant'anni di pittura» (Castello Cinquecentesco, L'Aquila, 15 luglio - 30 settembre 1982), di Guttuso nel disegno (Festa Nazionale de l'“Unità”, Reggio Emilia; Chiesa di S. Francesco, Como; Museo Archeologico, Salerno 1983), di Pietro Cascella (Magazzini del Sale, Siena 1985), di Dino, Mirko Basaldella, Afro Basaldella, (Castello e Galleria d'Arte Moderna, Udine 1987), di Fillia (Chiesa di S. Francesco, Cuneo, 1988), di Garelli (Piemonte Artistico, Torino, 1989), di Ignazio Gadaleta (Galleria Comunale d'Arte Contemporanea, Arezzo, 1990), di Mannucci (Palazzo Braschi, Roma 1991), di Prampolini (Palazzo delle Esposizioni, Roma, 1992), di Pannaggi e l'arte meccanica futurista (foto 14) (Palazzo Ricci e Museo Civico, Macerata 1995), di Roberto Remi / Raccolta (Galleria Comunale d'Arte Contemporanea, Arezzo, 1996), di Valeriano Trubbiani (Palazzo Ricci, Macerata, 1997), di Francesco Somaini (Palazzo di Brera, Milano, 1997), di Lucio Fontana (Palazzo delle Esposizioni, Roma, 1998; Centenario, Milano, 1999; e Fundación PROA, Buenos Aires, 1999), di Guttuso negli anni della formazione (Galleria d'Arte Contemporanea “Le ciminiere”, Catania, 2001; con Anna Maria Ruta), di Vacchi entro il V Premio Scipione (Palazzo Ricci, Macerata, 2002), di Angelo Casciello (Castel dell'Ovo, Napoli, 2003), di Guido Pajetta (Serrone di Villa Reale, Monza,), di Mario Ceroli (Castello Svevo, Bari, 2003), dei Guttuso della Fondazione Pellin (Fondazione Mazzotta, Milano; Chiostro del Bramante, Roma, 2005), di Mannucci e il Novecento, Foto 17 (Galleria del Seminario Vecchio, Fabriano; Sala Raoul Batoli, Cupramontana; Chiostro di San Francesco, Arcevia, 2005), di Szymkowicz (Galleria d'Arte Contemporanea, San Gimignano, 2006). 
Curò ancora la Biennale di Venezia la sezione italiana, Ambiente come sociale, nell'edizione del 1976, la mostra La nuova arte sovietica. Una prospettiva non ufficiale, nel 1977 (con G.Moncada), e una parte della sezione italiana, Natura praticata, e la sezione architettonica L'immaginazione megastrutturale dal Futurismo a oggi nell'edizione del 1978.

## Pubblicazioni selezionate
Cataloghi generali delle opere di:
- Movimento Arte Concreta 1948-1952, Catalogo della Mostra della Fondazione Cassa di Risparmio di Roma, a cura di Enrico Crispolti, Edieuropa/De Luca Editori d'arte, Roma, 2003. ISBN 88-8016-544-5[18]
- Enrico Baj (Bolaffi, Torino, 1973);
- Lucio Fontana (La Connaissance, Bruxelles, 1974; Electa, Milano, 1986; Skira, Milano, 2006);
- Fulvio Muzi (De Luca Editore, Roma, 1982);[19]
- Renato Guttuso (G. Mondadori, Milano);
- Fernando Rea (Enrico Crispolti, L'esperienza teatrale, in Marcello Carlino, Carlo Giacomozzi, Daniele Maione, Dario Micacchi e Duilio Morosini (a cura di), Fernando Rea, Carte Segrete, Roma, 1978, pp. 10, 11. «Mi riferisco al recente Perché Lorca, idea per un progetto di Gian Carlo Riccardi e Fernando Rea, ove un testo di biografia del poeta andaluso letta a ritroso stabiliva un valore soltanto analogico e di clima, a tuttavia coincidente, alle immagini e alle azioni [...]»)[20]

Monografie su:
- Concilio di Vacchi (Edizioni d'Arte Fratelli Pozzo, Torino, 1964),
- Corrado Cagli (Edizioni d'Arte Fratelli Pozzo, Torino, 1964),[21]
- Guerreschi incisore (Lerici, Milano, 1968),
- Umberto Buscioni, 1967/1973, (Flori, Firenze e Remseck Neckarrems, Stoccarda 1974),
- Mirko (Bora, Bologna, 1974),[14]
- Barisani (Morra, Napoli, 1976),
- Peter Phillips, (Idea, Milano, 1977)
- Edgardo Mannucci (L'Artindustria, Pollenza, 1981),
- I Basaldella, Dino, Mirko, Afro (Casamassima, Udine, 1984),[15]
- Jørgen Haugen Sørensen Sculture, (Prato, Assessorato alla cultura e centro storico; Roma, Ambasciata di Danimarca, 1984),[22]
- Kuetani, (Kosanji Temple Museum, Hiroshima, 2000)
- Guttuso (Mondadori, Milano, 1987; Electa, Milano, 1997, 2000),
- Santo Tomaino (Anni Ottanta, Electa, Milano, 1990),
- Trubbiani, (Bora, Bologna, 1990),
- Giannetto Fieschi, (Silvana editoriale, Milano, 1999),
- Ceroli, (foto 27) (Motta, Milano, 2003),
- Fontana (Skira, Milano, 2005),[6]
- Szymkowicz (2006) e Nane Zavagno (con Giancarlo Pauletto, Pordenone, Centro Iniziative Culturali, 1987).
- Il Secondo Futurismo: 5 pittori + l scultore, Torino, (Pozzo, Torino, 1962),
- Ricerche dopo l'Informale, (Officina, Roma, 1968),
- Il mito della macchina e altri temi del Futurismo, (Celebes editore, Trapani, 1969),
- L'Informale. Storia e poetica, (Carucci, Assisi-Roma, 1971),[23]
- Urgenza nella città (Mazzotta, Milano, 1972; con Francesco Somaini),
- Sociologia e iconologia del Pop Art, (Fiorentino, Napoli, 1975),
- Erotismo nell'arte astratta, e altre schede per un'iconologia, (Celebes, Trapani, 1976), Alcuni protagonisti della "nuova figurazione" in Italia: Vacchi, Romagnoni, Guerreschi (Fiorentino, Napoli, 1976),[24]
- Arti visive e partecipazione sociale (De Donato, Bari, 1977),
- Extra Media. Esperienze attuali di comunicazione estetica, foto 32 (Studio forma, Torino, 1978),
- Storia e critica del Futurismo, (Laterza, Roma-Bari, 1986, 1987),[25]
- Il Futurismo e la moda. Balla e gli altri, (Marsilio, Venezia, 1986),[10]
- L'arte del disegno del Novecento italiano (Laterza, Roma-Bari, 1990; con Mauro Pratesi),
- La pittura in Italia. Il Novecento 3. Le ultime ricerche, (Electa, Milano, 1994),
- Que bien resistes (Charta, Milano, 1994), Relazione conclusiva del Rapporto sul Sistema dell'Arte Moderna e Contemporanea in Toscana (Regione Toscana, Firenze, 1996),[8]
- Come studiare l'arte contemporanea, (Donzelli, Roma, 1997, II ediz. 2000, III ediz. 2004)[26]
- L'arte della città (Atri, 1998; con Franco Summa)
- L'oggetto Morandi, (Cadmio, Firenze, 1998)
- Giustina Prestento. Inter Codices (De Luca Editori d'Arte, Roma, 2003).[27]

## Carteggi
Carteggi finora pubblicati in: 
- Enrico Crispolti, Carriera “barocca” di Fontana. Taccuino critico 1959-2004 e Carteggio 1958-1967, a cura di Paolo Campiglio, (Amedeo Porro Arte Contemporanea e Skira, Milano, 2004)
- Raffaele Bedarida, Bepi Romagnoni. Il nuovo racconto 1961-1964, (Silvana Editoriale, Cinisello Balsamo, 2005)
- Rachele Ferrario, Scanavino e Crispolti. Carteggio 1957-1970 e altri scritti, (Silvana Editoriale, Cinisello Balsamo, 2006)